# Вурмбранд, Николаус
Николаус Вурмбранд (нем. Nikolaus Wurmbrand; родился 5 января 2006) — австрийский футболист, вингер австрийского клуба «Рапид».

## Клубная карьера
Воспитанник клуба «Рапид». 29 августа 2024 года дебютировал за основную команду клуба, выйдя на замену в матче квалификации Лиги Европы против «Браги». 14 сентября 2024 года дебютировал в чемпионате Австрии, выйдя в стартовом составе на матч против «Вольфсберга». В том матче Вурмбранд также забил свой первый гол за «Рапид».

## Карьера в сборной
Выступал за сборные Австрии до 16, до 18 и до 19 лет.